# Drama (gmina)
Drama (gr. Δήμος Δράμας, Dimos Dramas) – gmina w Grecji, w administracji zdecentralizowanej Macedonia-Tracja, w regionie Macedonia Wschodnia i Tracja, w jednostce regionalnej Drama. W 2011 roku liczyła 58 944 mieszkańców. Powstała 1 stycznia 2011 roku w wyniku połączenia dotychczasowej gminy Drama i wspólnoty Sidironero. Siedzibą gminy jest Drama.